# ツィーグラーガッセ駅

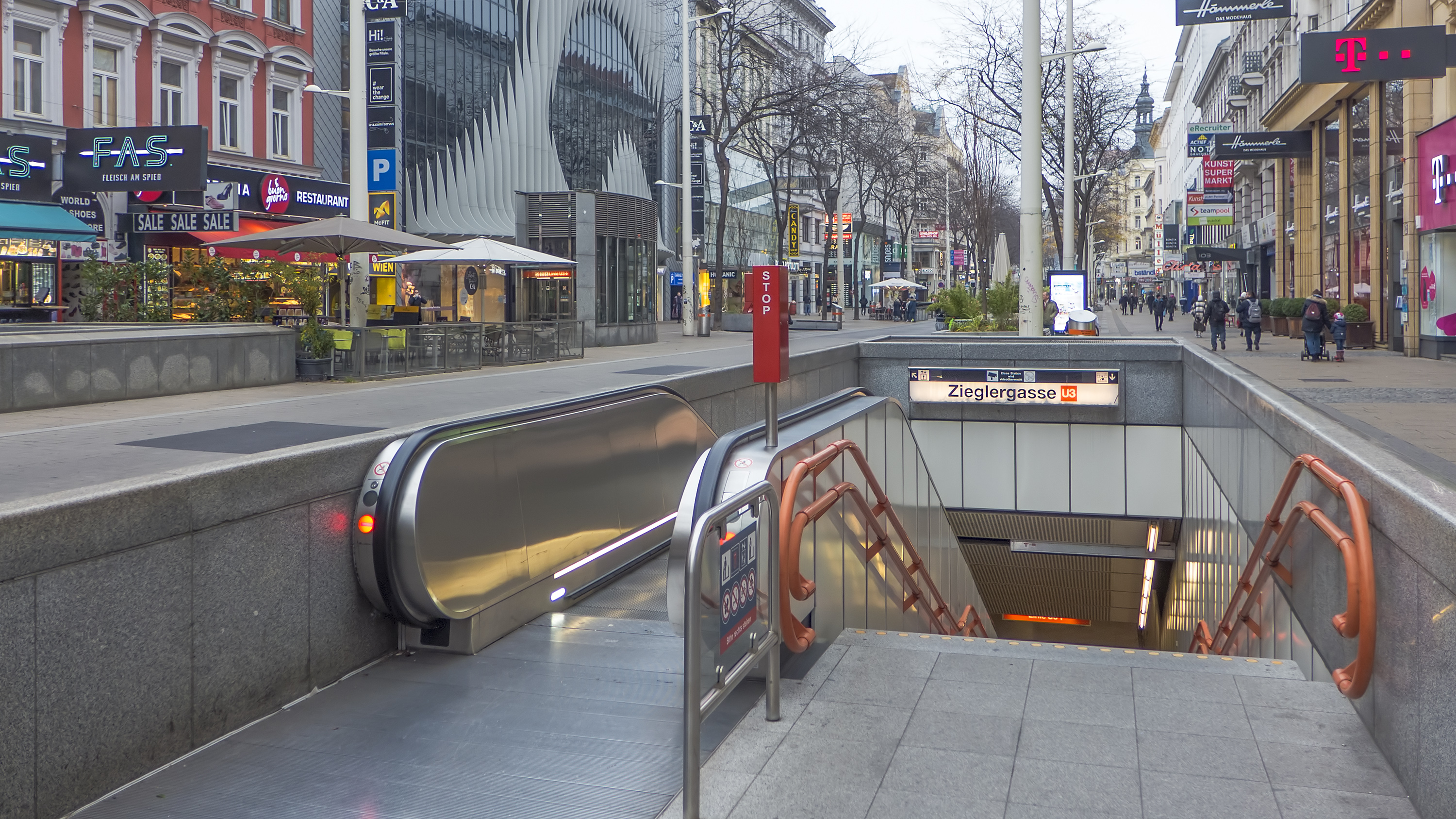
駅入り口

ツィーグラーガッセ駅は、マリアヒルファー通りの下を通り、ウィーンの6区と7区の境界に位置する、ウィーン地下鉄3号線の駅。駅は、3階建構造となっている。駅名は、7区に以前存在したれんが造りの建物にちなんでつけられた、ツィーグラーガッセという場所の名前に由来する。 
同駅は、ウィーン地下鉄3号線の第2セクション(フォルクステアターからウエストウエストバンホフ間)の開業と関連して、1993年の9月4日に開業された。駅のプラットフォームは、上下に配置された2つのトンネルのチューブにまたがるようなサイドプラットフォームとしてデザインされている。 
同駅のエスカレーターとエレベーターは、マリアヒルファー通りまで通じており、また出口は、オットーバウアーガッセへ通じ、ウェブガッセへ向かう。一駅前であるノイバウガッセ駅と一駅後であるウェストバンホフとの間の距離がウィーンの地下鉄駅の内でも最短である。ノイバウガッセ駅には非常に広い入り口があるため、ノイバウガッセ駅とツィーグラーガッセ駅間は、徒歩で数分であり、時間節約のためだけに同駅間を地下鉄移動することは、理にかなわない。 